# Tessa Cieplucha
Tessa Cieplucha (Oakville, 24 settembre 1998) è una nuotatrice canadese.

## Carriera
Nel 2021 ha vinto la medaglia d'oro ai Mondiali in vasca corta di Abu Dhabi nei 400m misti.

## Palmarès
- Mondiali in vasca corta

Abu Dhabi 2021: oro nei 400m misti e nella 4x200m sl.
- Giochi panamericani

Lima 2019: oro nei 400m misti.